# Doopsgezind Gasthuis
Het Doopsgezind Gasthuis is een gasthuis en hofje in de stad Groningen. Het is gelegen in de Nieuwe Boteringestraat in de Hortusbuurt, een wijk in Groningen waar overigens ook tal van andere gasthuizen zijn gevestigd.

## Geschiedenis
In 1855 wordt de basis gelegd tot stichting van het gasthuis door een schenking van broeder Jacob Dijk, lid van de Doopsgezinde Gemeente. Pas in 1872 wordt het gasthuis feitelijk opgericht, nadat in 1867 al enkele kleine woningen aan de Nieuwe Boteringestraat werden aangekocht.

In 1883 wordt het gasthuis opnieuw uitgebreid met enkele woningen.
In 1877 wordt er overigens elders in de stad een tweede Doopsgezind Gasthuis gesticht, echter al in 1897 verhuist dit gasthuis naar nieuwbouw op het terrein aan de Nieuwe Boteringestraat.

## 20e eeuw
In 1924 worden er wederom enkele woningen aan het gasthuis toegevoegd. Na de Tweede Wereldoorlog dreigt het gasthuis te worden gesloopt, om plaats te maken voor nieuwbouw van een modern tehuis. Er wordt echter gekozen voor behoud van het gasthuis en in 1957 worden er aan de naastgelegen Violenstraat weer een aantal woningen toegevoegd. In 1988 wordt begonnen met een vrij grootschalige renovatie en uitbreiding van het gasthuis, die in 1989 wordt voltooid.

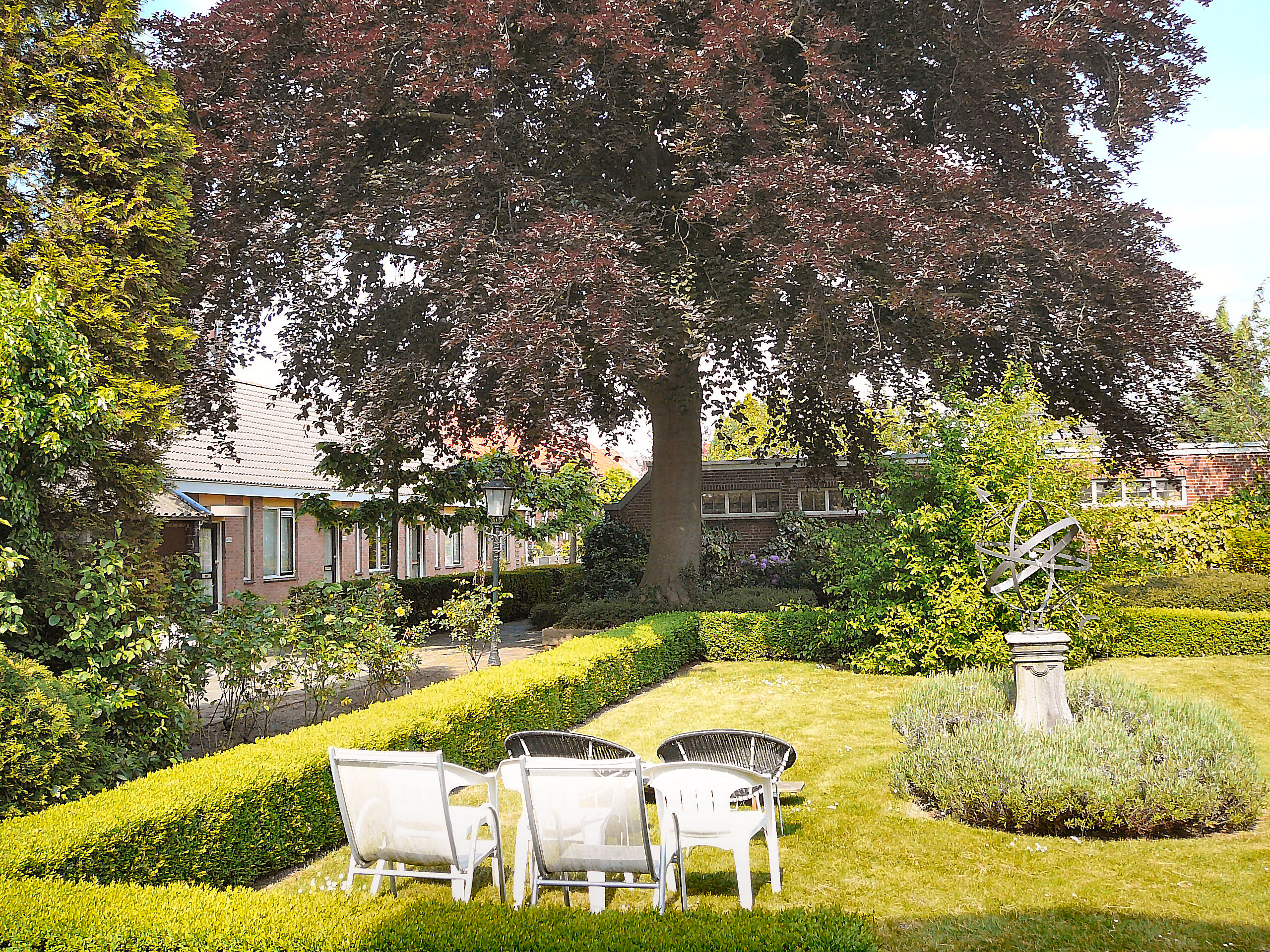
Tuin, voorjaar 2008
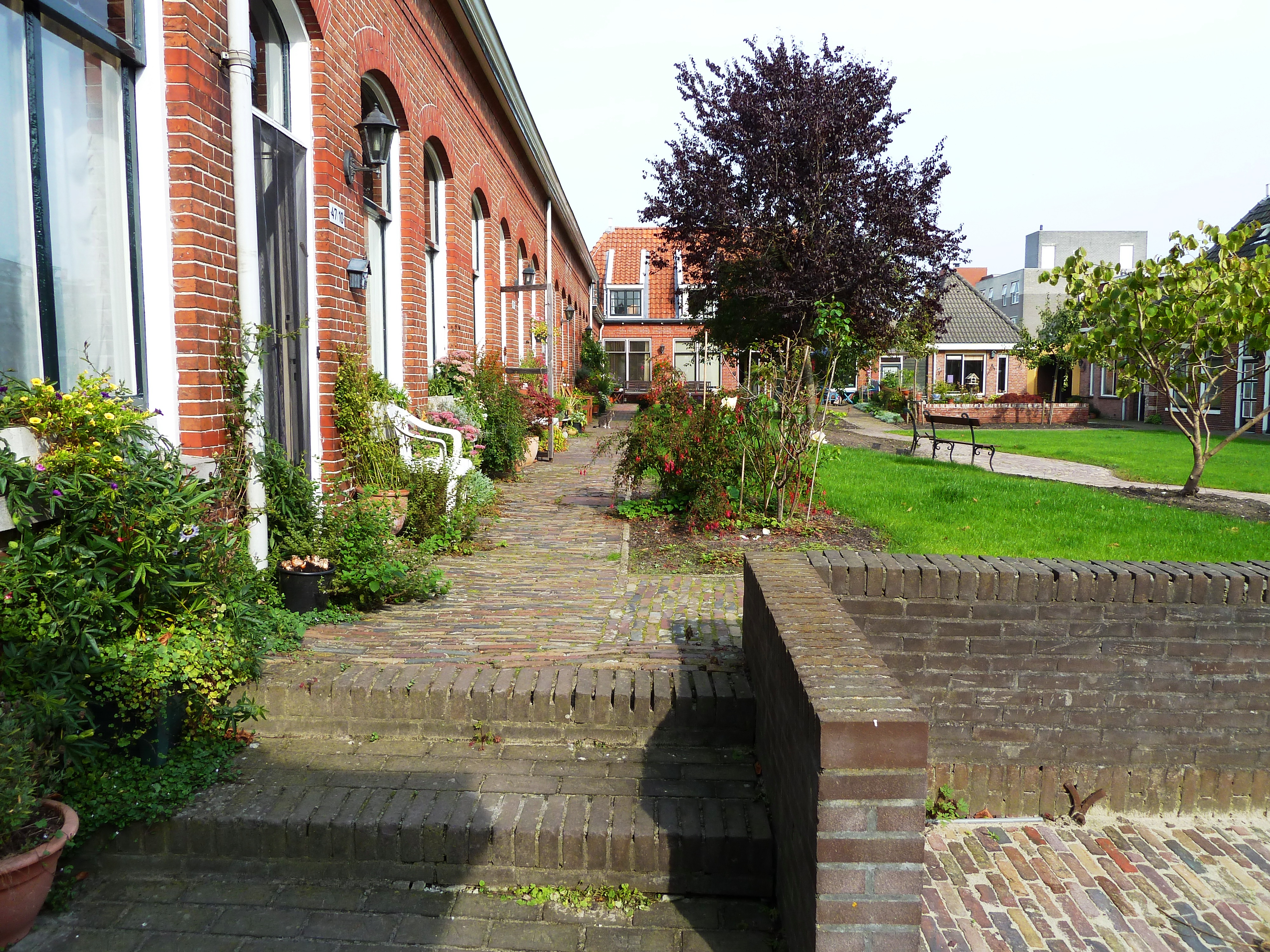
Tuin, zomer 2010

Aduardergasthuis ·
Anna Varvers Convent ·
Armhuiszitten Convent ·
Hofje Ceramstraat ·
Corneliagasthuis ·
Doopsgezind Gasthuis ·
Gerarda Gockingahuis ·
Hesselinkstichting ·
Jacob en Annagasthuis · 
Juffer Margarethagasthuis ·
Juffer Tette Alberdagasthuis ·
Jan Luitjensgasthuis ·
Mepschengasthuis ·
Middengasthuis (Kleine Rozenstraat) ·
Middengasthuis (Grote Leliestraat) ·
Latteringe Gasthuis ·
Pelstergasthuis ·
Pepergasthuis ·
Pieternellagasthuis ·
Remonstrants Gasthuis ·
Rustoord ·
Sint Anthonygasthuis ·
Sint Martinusgasthuis ·
Hofje Tellegenstraat ·
Ter Schouw-Van Sanen Stichting ·
Typografengasthuis ·
Ubbenagasthuis ·
Vrouw Fransensgasthuis ·
Vrouw Wilsoors- of Aaffien Olthofsgasthuis ·
Weldadige Stichting Ketelaar-Bos ·
Wytzes- of Schoonbeeksgasthuis ·
Zeylsgasthuis